# نادین لبکی
نادین لَبَکی (زادهٔ ۱۸ فوریهٔ ۱۹۷۴) بازیگر و کارگردان لبنانی است.
وی از سال ۱۹۹۷ میلادی تا کنون مشغول فعالیت می‌باشد.از فیلم‌ها یا برنامه‌های تلویزیونی که او در آن نقش داشته می‌توان به ریو، دوستت دارم و بُت اشاره نمود. لبکی با فیلم آخر خود کفرناحوم برای رقابت در کسب نخل طلا هفتاد و یکمین جشنواره فیلم کن انتخاب شد که جایزه هیئت داوران جشنواره فیلم کن را از آن خود کرد.
او به عنوان اولین زن عرب به عنوان رییس هیئت داوران بخش نوعی نگاه جشنواره کن ۲۰۱۹ انتخاب شد.

## فیلم‌شناسی

### کارگردانی
- کارامل
- حالا کجا برویم؟
- ریو، دوستت دارم
- کفرناحوم

### بازیگری
- اتوبوس
- ریو، دوستت دارم
- بُت
- کفرناحوم